# Hermann Lembke
Hermann Lembke (* 29. August 1619 in Rostock; † 25. Februar 1674 ebenda) war ein Professor der Rechte an der Universität Rostock und Stadtsyndikus.

## Leben
Hermann Lembke war ein Sohn des Rostocker Ratsherrn und Kämmerers Jacob Lembke (1596–1656) und dessen erster Ehefrau Anna, geb. Gribnitz († 1619).
Er studierte an den Universitäten Rostock und Helmstedt. Bevor er 1646 in Rostock als akademischer Sekretär seine berufliche Laufbahn begann, unternahm er Reisen nach Holland und Frankreich. 1647 war er Licentiat und 1653 Doktor und ordentlicher Professor der Rechte an der Rostocker Universität. Im Jahr 1654 und 1657 wurde Hermann Lembke zum Rektor gewählt. Ab 1659 bekleidete er das Amt des Stadtsyndikus.
Hermann Lembke war mit Elisabeth Schnitler (1627–1716) verheiratet. Sein Sohn Jacob Lembke wurde ebenfalls Professor der Rechte und Rektor an der Universität Rostock sowie Rostocker Bürgermeister.